# Эффект Зейгарник
Эффект Зейгарник — психологический эффект, заключающийся в том, что человек лучше запоминает прерванные действия, чем завершённые. Б. В. Зейгарник изучала данную закономерность в рамках нарушений мотивационного компонента памяти, впоследствии эффект приобрёл название, связанное с её именем. Исследования в этой области были темой её дипломной работы.
Феномен воспроизведения незавершённых действий также исследовался Куртом Левином. Согласно его теории поля, доступ к следам памяти облегчается при сохранении напряжённости, которая возникает в начале действия и не разряжается полностью при неполном его завершении. В его экспериментах творческую деятельность детей прерывали и предлагали им другое занятие. В случае нереализованности остатка потенциала дети при первой возможности стремились завершить неоконченное дело.
В среднем незавершённые действия у здоровых участников экспериментов вспоминались на 90 % лучше, чем завершённые. У больных шизофренией (простая форма) на 10 %, у больных эпилепсией на 80 %, а у больных с астеническим синдромом — на 20 %.
Производен от эффекта Зейгарник эффект последействия прерванного действия (эффект Овсянкиной), впервые описанный немецким психологом Марией Овсянкиной.